# Чарияр Сейдієв
Чарияр Сейдієв (туркм. Çariyar Seydiev, нар. 11 серпня 1962) — радянський та туркменський футболіст, який виступав на позиції захисника. Відомий насамперед виступами за футбольний клуб «Копетдаг» з Ашгабата, а також за виступами у національній збірній Туркменістану. По закінченні виступів на футбольних полях — туркменський футбольний функціонер.

## Клубна кар'єра
Чарияр Сейдієв розпочав виступи на футбольних полях у 1984 році в команді «Колхозчі» (яка пізніше змінила свою назву на «Копетдаг») з Ашхабада, що виступала у другій союзній лізі. З 1992 року футболіст грав у складі ашгабатської команди у вищому дивізіоні чемпіонату Туркменістану до 1996 року. У складі команди став чотириразовим чемпіоном країни та триразовим володарем кубка країни. У 1996 році завершив виступи на футбольних полях. Після завершення кар'єри футболіста Чарияр Сейдієв у 2003—2006 роках був президентом футбольного клубу «Ніса».

## Виступи за збірні
Чарияр Сейдієв після розпаду СРСР розпочав виступи у національній збірній Туркменістану. Він грав у першій зустрічі туркменської збірної, у якій вона поступилася збірній Казахстану з рахунком 0-1 у Алма-Аті. У складі збірної Сейдієв грав на Азійських іграх 1994 року в Японії. Усього Чарияр Сейдієв з 1992 до 1996 року зіграв у складі збірної 21 матч, у яких відзначився 2 забитими м'ячами.